# 拉吕讷山
43°18′33″N 1°38′8″W / 43.30917°N 1.63556°W

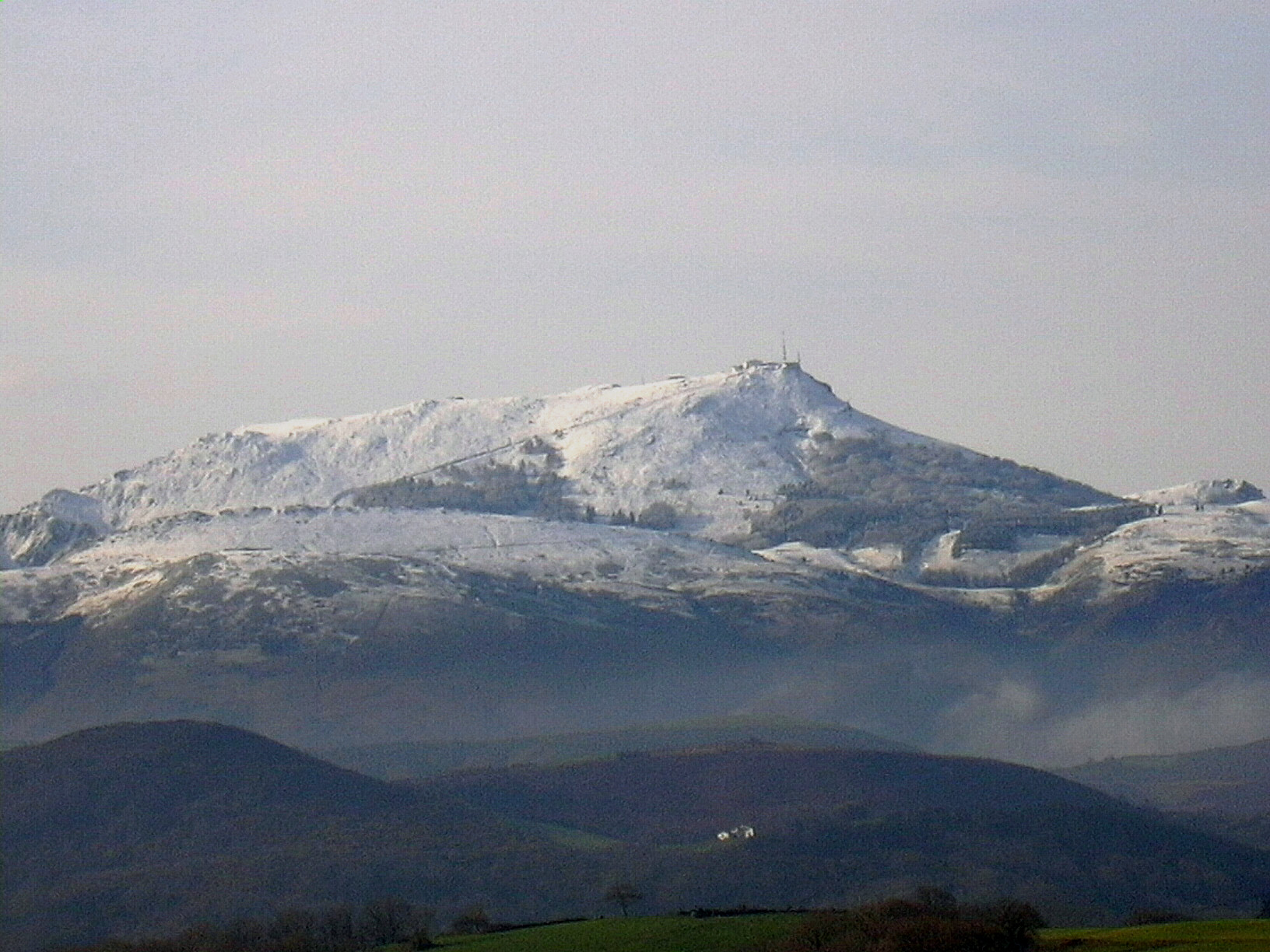
拉吕讷山

拉吕讷山（法語：La Rhune，發音：[la ʁyn]，發音：[laˈrun]）是西歐的山峰，位於法國大西洋比利牛斯省和西班牙納瓦拉的接壤處，處於比利牛斯山西端，海拔高度905米，是法國熱門的旅遊勝地。拉吕讷山的地形突起度為670米。